# Walter Lendrich
Walter Lendrich (* 27. Mai 1912 in Arnstadt; † 15. Juli 1999 in Köthen) war ein deutscher Film- und Theaterschauspieler sowie Hörspielsprecher.

## Leben
Walter Lendrich wuchs in Arnstadt auf. Nach dem Besuch von Schauspielschulen in Weimar, Erfurt und Leipzig wirkte Lendrich zunächst an den Theaterbühnen in Erfurt, Gießen, Braunschweig, Hannover und Göttingen mit, bevor er Anfang der 1950er-Jahre am Deutschen Theater in Berlin als festes Ensemblemitglied engagiert wurde. Dort zeichnete sich Lendrich vor allem in Chargenrollen aus.
Lendrich wirkte als Schauspieler vor der Kamera in seiner über vier Jahrzehnte lang andauernden Karriere von 1951 bis 1992 in mehr als 140 Film-und-Fernsehproduktionen mit, darunter in vielen DEFA-Filmen und später in Produktionen des DDR-Fernsehens. Er war dabei oftmals in Nebenrollen besetzt, wie beispielsweise in späteren Jahren als kauziger Rentner.
Seine letzten Lebensjahre verbrachte Lendrich in einem Pflegeheim in Köthen. Lendrich starb im Juli 1999 im Alter von 87 Jahren.

## Filmografie (Auswahl)
- 1951: Die Meere rufen
- 1954: Gefährliche Fracht
- 1955: Hotelboy Ed Martin
- 1956: Der Richter von Zalamea
- 1956: Thomas Müntzer – Ein Film deutscher Geschichte
- 1956: Eine Berliner Romanze
- 1957: Berlin – Ecke Schönhauser…
- 1958: Der Prozeß wird vertagt
- 1959: Ware für Katalonien
- 1959: Weimarer Pitaval: Der Fall Wandt (Fernsehreihe)
- 1959: Blaulicht: Zweimal gestorben (Folge 2)
- 1960: Drei Schwestern (TV)
- 1961: Der Fremde
- 1961: Eine Handvoll Noten
- 1962: Königskinder
- 1963: Nebel
- 1964: Die Hochzeit von Länneken
- 1964: Mir nach, Canaillen!
- 1965: Schlafwagen Paris–München (Fernsehfilm)
- 1965: Das Kaninchen bin ich
- 1965: Die Schatzinsel
- 1966/1971: Der verlorene Engel
- 1966/2009: Hände hoch oder ich schieße
- 1966: Irrlicht und Feuer (Fernsehfilm, Zweiteiler)
- 1966: Blaulicht: Ein Mann zuviel (Folge 25)
- 1967: Die Fahne von Kriwoj Rog
- 1968: Leben zu zweit
- 1968: Heroin
- 1969: Mohr und die Raben von London
- 1969: Weite Straßen – stille Liebe
- 1970: Effi Briest (Fernsehfilm)
- 1970: Junge Frau von 1914 (Fernsehfilm)
- 1970: Weil ich dich liebe …
- 1970: Jeder stirbt für sich allein (Fernsehfilm, 3 Teile)
- 1970: Netzwerk
- 1971: KLK an PTX – Die Rote Kapelle
- 1971: Anlauf (Fernsehfilm)
- 1972: Polizeiruf 110: Das Haus an der Bahn (TV-Reihe)
- 1972: Der Dritte
- 1973: Die Hosen des Ritters von Bredow
- 1973: Aus dem Leben eines Taugenichts
- 1973: Eva und Adam (TV-Vierteiler)
- 1973: Zement (Fernsehfilm, 2 Teile)
- 1974: Die eigene Haut (Fernsehfilm)
- 1974: Liebe mit 16
- 1974: Polizeiruf 110: Per Anhalter (TV-Reihe)
- 1974: Polizeiruf 110: Lohnraub (TV-Reihe)
- 1974/2011: Polizeiruf 110: Im Alter von … (TV-Reihe)
- 1974: Der nackte Mann auf dem Sportplatz
- 1975: Lotte in Weimar
- 1975: Schwester Agnes (TV)
- 1975: Polizeiruf 110: Ein Fall ohne Zeugen (TV-Reihe)
- 1975: Bankett für Achilles
- 1976: Trini
- 1976: Leben und Tod Richard III. (Theateraufzeichnung)
- 1976: Polizeiruf 110: Eine fast perfekte Sache (TV-Reihe)
- 1977: Die Flucht
- 1978: Brandstellen
- 1979: P.S.
- 1979: Pinselheinrich (Fernsehfilm)
- 1979: Des Henkers Bruder
- 1979: Hochzeit in Weltzow (Fernsehfilm)
- 1979: Lachtauben weinen nicht
- 1980: Polizeiruf 110: Der Hinterhalt (TV-Reihe)
- 1980: Archiv des Todes (TV)
- 1980: Die Schmuggler von Rajgrod
- 1980: Meines Vaters Straßenbahn (Fernseh-Zweiteiler)
- 1980: Johann Sebastian Bachs vergebliche Reise in den Ruhm
- 1981: Das große Abenteuer des Kaspar Schmeck
- 1982: Märkische Forschungen
- 1982: Das Fahrrad
- 1982: Bahnwärter Thiel (Fernsehfilm)
- 1983: Märkische Chronik (TV-Serie)
- 1983: Die lieben Luder (TV)
- 1983: Polizeiruf 110: Eine nette Person (TV-Reihe)
- 1984: Mensch, Oma! (TV)
- 1984–1986: Familie Neumann (TV-Reihe)
- 1985: Polizeiruf 110: Verlockung (TV-Reihe)
- 1985: Die Rundköpfe und die Spitzköpfe (TV-Theateraufzeichnung)
- 1986: Polizeiruf 110: Mit List und Tücke (TV-Reihe)
- 1987: Sansibar oder Der letzte Grund
- 1992: Tandem (Fernsehfilm)

## Theater
- 1951: Juri Burjakowski: Julius Fucik – Regie: Wolfgang Langhoff (Deutsches Theater Berlin)
- 1952: George Bernard Shaw: Pygmalion – Regie: Rudolf Noelte (Deutsches Theater Berlin – Kammerspiele)
- 1953: Roger Vailland: Colonel Foster ist schuldig (Funker-Sergeant) – Regie: Herwart Grosse/Wolfgang Langhoff (Deutsches Theater Berlin – Kammerspiele)
- 1956: Peter Hacks: Eröffnung des indischen Zeitalters – Regie: Ernst Kahler (Deutsches Theater Berlin)
- 1957: Emmanuel Roblès: Montserrat (Töpfer) – Regie: Ernst Kahler (Deutsches Theater Berlin – Kammerspiele)
- 1958: Anton Tschechow: Drei Schwestern – Regie: Heinz Hilpert (Deutsches Theater Berlin)
- 1958: Eduardo de Filippo: Weh‘ dem, der träumt (Albertos Bruder) – Regie: Rudolf Wessely (Deutsches Theater Berlin – Kammerspiele)
- 1961: Günter Weisenborn Die Illegalen – Regie: Ernst Kahler/Horst Drinda (Deutsches Theater Berlin – Kammerspiele)
- 1962: Peter Hacks: Die Sorgen und die Macht (Meister) – Regie Wolfgang Langhoff (Deutsches Theater Berlin)
- 1963: Sean O’Casey: Rote Rosen für mich (Pfarrer) – Regie: Ernst Kahler (Deutsches Theater Berlin)
- 1965: Sean O’Casey: Ein Pfund abheben (Gefährte des Pfundabhebers) – Regie: Adolf Dresen (Deutsches Theater Berlin – Kammerspiele)
- 1966: William Shakespeare: Maß für Maß (Henker) – Regie: Adolf Dresen (Deutsches Theater Berlin)
- 1968: Martin Sperr: Landshuter Erzählungen – Regie: Erhard Marggraf (Deutsches Theater Berlin)
- 1970: Hans Magnus Enzensberger: Das Verhör von Habana – Regie: Manfred Wekwerth (Deutsches Theater Berlin)
- 1971: Rolf Schneider: Einzug ins Schloß (Pritzkoleit) – Regie: Hans-Georg Simmgen (Deutsches Theater Berlin)
- 1975: Henrik Ibsen: Ein Volksfeind (Buchdrucker) – Regie: Klaus Erforth/Alexander Stillmark (Deutsches Theater Berlin – Kammerspiele)
- 1975: Georges Courteline: Der gemütliche Kommissar – Regie: Michael Hamburger (Deutsches Theater Berlin – Kleine Komödie)
- 1975: Georges Courteline: Der Stammgast – Regie: Michael Hamburger (Deutsches Theater Berlin – Kleine Komödie)
- 1980: William Shakespeare: Ein Sommernachtstraum (Schnock) – Regie: Alexander Lang (Deutsches Theater Berlin)
- 1981: Edward Albee: Der Amerikanische Traum – Regie: Horst Lebinsky (Deutsches Theater Berlin)
- 1990: Heinrich von Kleist: Der zerbrochne Krug (Büttel) – Regie: Thomas Langhoff (Deutsches Theater Berlin)

## Hörspiele
- 1953: Herbert Torbeck/Manda Torbeck: Die letzte Meldung (Legell) – Regie: Wolfgang Schonendorf (Hörspiel – Berliner Rundfunk)
- 1955: A. G. Petermann: Die Premiere fällt aus (Neumann, Statist) – Regie: Herwart Grosse (Kriminalhörspiel – Rundfunk der DDR)
- 1956: William Shakespeare: Hamlet, Prinz von Dänemark (Rosenkranz) – Regie: Martin Flörchinger (Hörspiel – Rundfunk der DDR)
- 1959: Rolf H. Czayka: Der Wolf von Benedetto – Regie: Wolfgang Brunecker (Hörspiel – Rundfunk der DDR)
- 1959: Friedrich Karl Kaul/Walter Jupé: Alles beim alten (Sasse, Pressevertreter) – Regie: Gert Beinemann (Hörspiel – Rundfunk der DDR)
- 1960: Anton Tschechow: Ein Heiratsantrag (Iwan Wassiljewitsch Lomow, Gutsbesitzer, Tschubukows Nachbar) – Regie: Peter Brang (Rundfunk der DDR)
- 1960: Joachim Knauth: Die sterblichen Götter (Veturius) – Regie: Joachim Witte (Hörspiel – Rundfunk der DDR)
- 1960: Wolfgang Beck/Walter Karl Schweickert: Erich währt am längsten (Gustav) – Regie: Wolfgang Brunecker (Hörspiel – Rundfunk der DDR)
- 1960: Hans Pfeiffer: Zwei Ärzte (Kriminalinspektor Knopf) – Regie: Richard Hilgert (Kriminalhörspiel – Rundfunk der DDR)
- 1961: Klaas Smelik: Der Untergang der Eppie Reina (Steuermann Ubbens) – Regie: Edgar Kaufmann (Hörspiel – Rundfunk der DDR)
- 1961: Rolf Schneider: Prozeß Richard Waverly (Charles Waverly) – Regie: Otto Dierichs (Hörspiel – Rundfunk der DDR)
- 1961: Anton Tschechow: Das schwedische Zündholz – Regie: Peter Brang (Rundfunk der DDR)
- 1961: Guy de Maupassant: Der Millionenstreich (Pitolet) – Regie: Otto Dierichs (Hörspiel – Rundfunk der DDR)
- 1961: Clifford Odets: Wo ist Lefty (Miller) – Regie: Fritz-Ernst Fechner (Hörspiel – Rundfunk der DDR)
- 1962: Manfred Bieler: Die linke Wand (Miguel) – Regie: Werner Grunow (Rundfunk der DDR)
- 1962: Mark Twain: Tom Sawyers großes Abenteuer (Dick) – Regie: Karl-Heinz Möbius (Kinderhörspiel – Litera)
- 1962: Klaus Beuchler: Der Fall Stetson (Richard Stetson) – Regie: Werner Grunow (Hörspiel – Rundfunk der DDR)
- 1962: Günter Koch: Mord auf Bestellung (Lopitz) – Regie: Hans Knötzsch (Hörspiel – Rundfunk der DDR)
- 1963: Hasso Laudon: Wie Anette ihre Schulmappe suchte (Käuzchen Wachindernacht) – Regie: Flora Hoffmann (Kinderhörspiel – Rundfunk der DDR)
- 1963: Joachim Goll: Eine kleine Hausmusik (Paul Grille) – Regie: Hans Knötzsch (Hörspiel – Rundfunk der DDR)
- 1963: Brüder Grimm: Schneeweißchen und Rosenrot (Zwerg) – Regie: Karl-Heinz Möbius (Kinderhörspiel – Litera)
- 1964: Ephraim Kishon: Der Blaumilchkanal (Ziegler) – Regie: Helmut Hellstorff (Hörspiel – Rundfunk der DDR)
- 1964: Walter Alberlein: Künstlerpech (Aberlein) – Regie: Werner Wieland (Hörspiel – Rundfunk der DDR)
- 1964: Karel Michael Walló: Die kluge Prinzessin (Jäger-Teufel) – Regie: Andreas Bauer (Kinderhörspiel – Litera)
- 1965: John Mortimer: Das Pflichtmandat (Häftling) – Regie: Joachim Gürtner (Hörspiel – Rundfunk der DDR)
- 1965: Ján Solovič: In fünf Minuten ist Mitternacht (Stationsvorsteher) – Regie: Helmut Hellstorff (Hörspiel – Rundfunk der DDR)
- 1965: Rolf Schneider: Unternehmen Plate-Rack (Goldstein) Regie: Helmut Hellstorff (Hörspiel – Rundfunk der DDR)
- 1966: Bertolt Brecht: Das Verhör des Lukullus (Bäcker) – Regie: Kurt Veth (Rundfunk der DDR)
- 1966: Lothar Kleine: Gott auf Hiwa Oa (Wirt) – Regie: Wolfgang Brunecker (Biographie – Rundfunk der DDR)
- 1966: Brüder Grimm: Von einem, der auszog, das Fürchten zu lernen (Vetter) – Regie: Werner Schurbaum (Kinderhörspiel – Litera)
- 1967: Hans Siebe: Spuren im Sand (Seiffert) – Regie: Joachim Staritz (Kriminalhörspiel – Rundfunk der DDR)
- 1968: Joachim Witte: Der Aufräumungseinsatz (Herr Scholz) – Regie: Joachim Gürtner (Hörspielreihe: Neumann, zweimal klingeln – Rundfunk der DDR)
- 1968: Peter Brock: Der verwettete Hund  (Herr Scholz) – Regie: Joachim Gürtner (Hörspielreihe: Neumann, zweimal klingeln – Rundfunk der DDR)
- 1968: Edith Leonhardt: Die Feierabendbrigade (Herr Scholz) – Regie: Joachim Gürtner (Hörspielreihe: Neumann, zweimal klingeln – Rundfunk der DDR)
- 1969: Wilfried Schilling: Kellergespräche (Marcel) – Regie: Joachim Staritz (Hörspiel – Rundfunk der DDR)
- 1969: Armin Müller: Gesichter (Ludwig) – Regie: Wolfgang Brunecker (Hörspiel – Rundfunk der DDR)
- 1969: Hans Siebe: Der Mitternachtslift – Regie: Fritz Göhler (Kriminalhörspiel – Rundfunk der DDR)
- 1970: Finn Havrevold: Katastrophe (Mürrische Stimme) – Regie: Helmut Hellstorff (Hörspiel – Rundfunk der DDR)
- 1970: Boris Jewsejew: Und auch der Dritte ist nicht überflüssig (Bataschow) – Regie: Peter Groeger (Komödie – Rundfunk der DDR)
- 1971: Boris Djacenko: Der Physiker und die Nixe (Jomas) – Regie: Werner Grunow (Hörspiel – Rundfunk der DDR)
- 1972: Rolf Schneider: Einzug ins Schloss (Schankwirt Priskoleit) – Regie: Theodor Popp (Hörspiel – Rundfunk der DDR)
- 1972: Ulrich Waldner: Gewitterstimmung (Scholz) – Regie: Joachim Gürtner (Hörspielreihe: Neumann, zweimal klingeln – Rundfunk der DDR)
- 1972: Belorussisches Märchen: Die Hälfte vom Lohn (General) – Regie: Horst Hawemann (Kinderhörspiel – Litera)
- 1973: Henryk Bardijewski: Porträt eines älteren Herrn mit Buch (Michno) – Regie: Edward Placzek (Hörspiel – Rundfunk der DDR)
- 1973: Gerhard Jäckel: Schlagzeug oder Stereo  (Herr Scholz) – Regie: Joachim Gürtner (Hörspielreihe: Neumann, zweimal klingeln – Rundfunk der DDR)
- 1973: Gotthold Gloger: Der Mann mit dem Goldhelm (Kan) – Regie: Renate Thormelen (Kinderhörspiel – Rundfunk der DDR)
- 1973: Brigitte Tenzler: Die Ordnungsstrafe (Scholz) – Regie: Joachim Gürtner (Hörspielreihe: Neumann, zweimal klingeln – Rundfunk der DDR)
- 1974: Augusto Boal: Torquemada (Paulo) – Regie: Peter Groeger (Hörspiel – Rundfunk der DDR)
- 1974: Hans-Jürgen Bloch: Nicht nur tausendjährige Eichen (WBA-Vorsitzender) – Regie: Joachim Staritz (Hörspiel – Rundfunk der DDR)
- 1974: Wolfgang Müller: Die Spur des Helfried Pappelmann (Gennulat, Arbeiter) – Regie: Wolfgang Schonendorf (Hörspiel – Rundfunk der DDR)
- 1974: Ivan Isacovic: Alter schützt vor Torheit nicht (Nejezchleba) – Regie: Albrecht Surkau (Hörspiel – Rundfunk der DDR)
- 1975: Horst-Ulrich Semmler: Bereitschaftsdienst (Paul Warnatsch) – Regie: Maritta Hübner (Kinderhörspiel – Rundfunk der DDR)
- 1977: James Thurber: Walter Mittys Geheimleben (Mitty) – Regie: Achim Scholz (Hörspiel – Rundfunk der DDR)
- 1978: Ingrid Hahnfeld: Vom Aberheiner – Regie: Achim Scholz (Kinderhörspiel – Rundfunk der DDR)
- 1978: Phineas Taylor Barnum: Alles Humbug (Bankier) – Regie: Joachim Staritz (Hörspiel – Rundfunk der DDR)
- 1978: Inge Ristock: Neue Aufregung um Jörg (Scholz) – Regie: Inge Ristock (Hörspielreihe: Neumann, zweimal klingeln – Rundfunk der DDR)
- 1985: Hans Fallada: Geschichten vom Mäuseken Wackelohr und von der gebesserten Ratte (Täuberich) – Regie/Bearbeitung: Peter Brasch (Kinderhörspiel – Litera)